# Weilerbach (Verbandsgemeinde)
Weilerbach est une Verbandsgemeinde (collectivité territoriale) de l'arrondissement de Kaiserslautern dans la Rhénanie-Palatinat en Allemagne. Le siège de cette Verbandsgemeinde est dans la ville de Weilerbach.
La Verbandsgemeinde de Weilerbach consiste en cette liste d'Ortsgemeinden (municipalités locales):

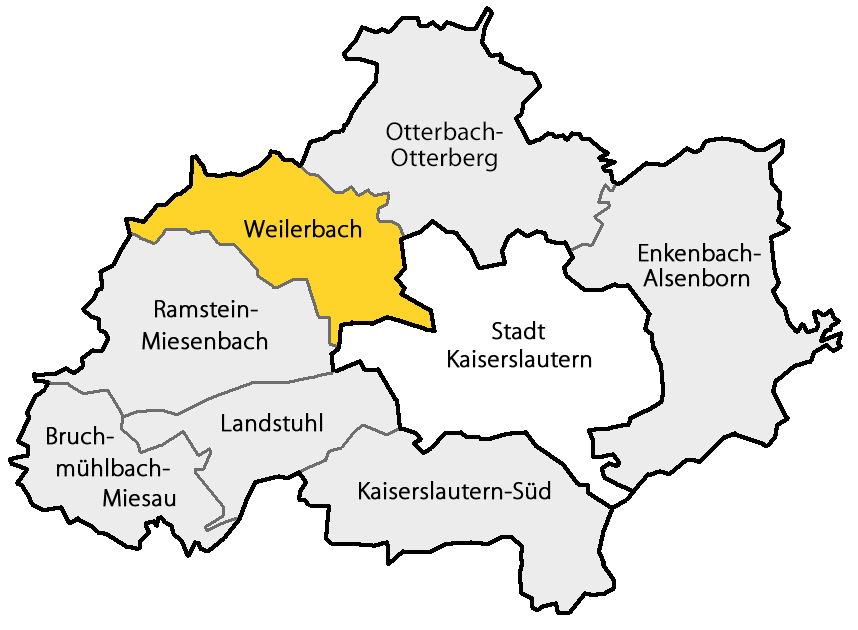
Localisation du Verbandsgemeinde de Weilerbach dans l'arrondissement de Kaiserslautern

1. Erzenhausen
2. Eulenbis
3. Kollweiler
4. Mackenbach
5. Reichenbach-Steegen
6. Rodenbach
7. Schwedelbach
8. Weilerbach